# Country Club aixois

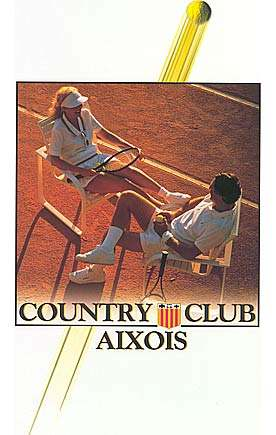
Country Club Aixois

Le Country Club aixois (CCA) est un complexe de tennis situé chemin des Cruyes, au nord d'Aix-en-Provence.

## Histoire
Le Country Club aixois a été inaugure en 1962 par Joseph Comiti alors Secrétaire d'État à la Jeunesse et aux Sports. L'ensemble du complexe sportif du C.C.A a été créé par Max Guérin et financé par le Docteur Paul Roure sur sa propriété « La bastide de solliers ».
À partir de 1962, le Country Club aixois a accueilli de nombreux joueurs au sein de prestigieux tournois dont celui de « La Raquette d'Or ». En 2000 après une délibération du conseil municipal de la ville d'Aix-en-Provence, la place Paul Roure fut inaugurée à l'emplacement  du C.C.A.
Le club côtoie les locaux de la Ligue Provence-Alpes-Côte d'Azur de Tennis.

## Tournois
Raquette d'Or : à partir de 1962, la Raquette d'Or s'est déroulée au Country Club aixois en présence de grands joueurs, notamment les années 1977 et 1978 ainsi que 1983 et 1984 où le tournoi faisait partie du calendrier de l'ATP. On peut citer Guillermo Vilas (vainqueur 1978), Ilie Năstase (vainqueur 1977), Mats Wilander (vainqueur 1983), Yannick Noah, Ivan Lendl ou encore Pat Cash, Henri Leconte, Juan Aguilera (vainqueur 1984). C'est à la suite de l'édition de 1977 que fut interdite la raquette spaghetti et que les premiers critères du tennis concernant les raquettes ont été établis pour stopper les dérives matériels qui dénaturaient le jeu. En effet Vilas dut abandonner en finale face à Nastase tant il était impossible de renvoyer les effets incontrôlables de cette raquette dite spaghetti, cette défaite par abandon a mis un terme a ce qui reste encore le record de la plus longue série de victoires sans défaites sur les circuits principaux ATP et ITF. 
Le club accueille le championnat de France (le National) en 1964 dont la finale oppose François Jauffret à Michel Leclercq.
En 1979 s'y déroule un tournoi sur invitation réunissant John McEnroe, Jimmy Connors, Ilie Năstase et Guillermo Vilas.
En 1982, le Country Club a accueilli la demi-finale de la Coupe Davis : France - Nouvelle-Zélande en présence de Yannick Noah, Henri Leconte et Thierry Tulasne.
Tournois Satellite et Future : dès 1995, le central du Country a vu défiler des joueurs de toutes les nationalités en organisant un tournoi Satellite, suivi en 2000 par l'organisation d'un tournoi Futures doté de 10 000 $ de prix.
Open Sainte Victoire : en 2003 et 2004 s'est déroulé au mois de mai le tournoi Challenger Open Sainte Victoire (125 000 $ de prix) qui a attiré certains des meilleurs joueurs français : Arnaud Clément, Julien Benneteau, Fabrice Santoro, Richard Gasquet. En 2003, il voit la victoire de Mariano Puerta sur Rafael Nadal et en 2004 de Fabrice Santoro sur Arnaud Clément.
En 2005, la demi-finale de la Fed Cup s'est déroulée au Country Club Aixois, opposant la France à l'Espagne, la France ayant remporté 3 points grâce à Amélie Mauresmo et Mary Pierce.
Open du Pays d’Aix Trophée Caisse d’Épargne : depuis 2014 se déroule au mois de mai le tournoi Challenger Open du Pays d’Aix (64 000 € de prix), il se déroule en plein pendant la tournée européenne de terre battue, pendant le Masters 1000 de Madrid. Il attire régulièrement des joueurs membres du top 100.

## Aujourd'hui
Le club compte aujourd'hui près de 850 licenciés, ce qui le place parmi les clubs de référence de Provence. Le membre actuel le plus connu étant Arnaud Clément. Vainqueur du Trophée Perrier 2010, l'école de tennis du Country Club dirigée par Guillaume Bousquet est l'une des plus réputées de la région.
Le club est actuellement présidé par Didier Marazzani et dirigé par Marc Verpeaux.

## Infrastructures
Le CCA dispose d'une vingtaine de courts de tennis, principalement sur terre battue dont un court central équipé de gradins, mais aussi des courts en synthétique, en gazon, en dur, ainsi que des courts couverts.
Le club comprend par ailleurs un restaurant, une piscine, une salle de fitness, deux terrains de squash, quatre courts de padel accueillant une étape du circuit World Padel Tour.